# Пищевая цепь
| Пищевая цепь                    |
| ------------------------------- |
| Продуценты Консументы Редуценты |

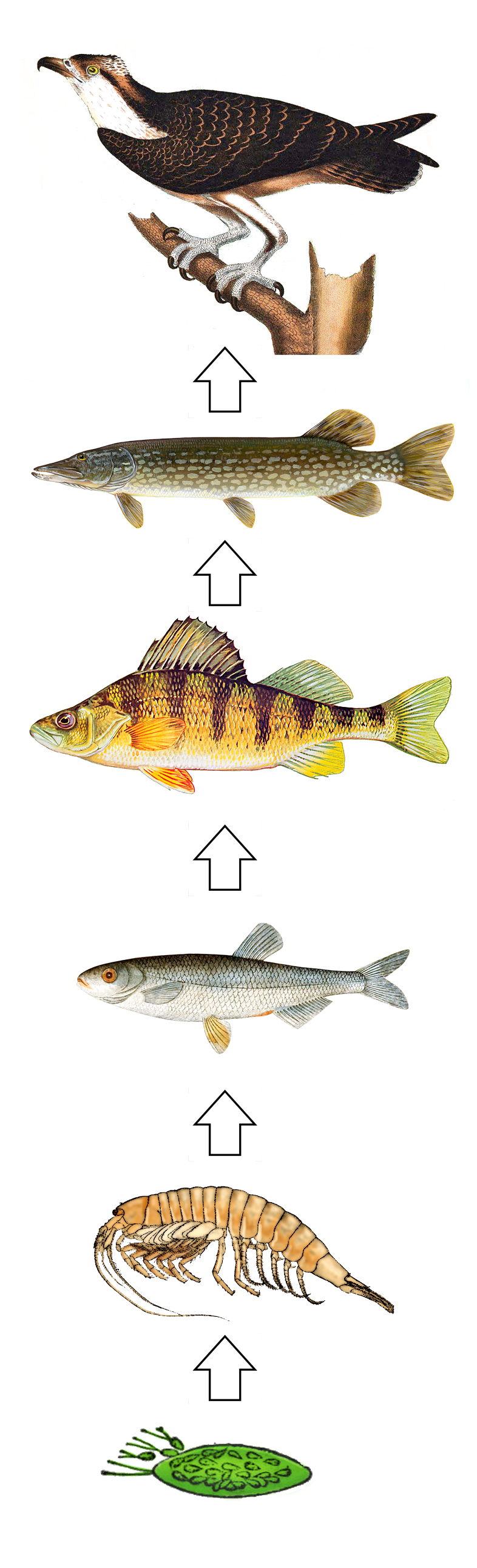
Пример пищевой цепи

Пищева́я (трофи́ческая) цепь — ряд взаимосвязей между группами организмов (растений, животных, грибов и микроорганизмов), при которых происходит перенос вещества и энергии путём поедания одних особей другими.
Организмы последующего звена поедают организмы предыдущего звена, и таким образом осуществляется цепной перенос энергии и вещества, лежащий в основе круговорота веществ в природе. При каждом переносе от звена к звену теряется бо́льшая часть (до 80—90 %) потенциальной энергии, рассеивающейся в виде тепла. По этой причине число звеньев (видов) в цепи питания ограничено и обычно не превышает 4—5.
Значительный интерес представляют отношения величин энергетического потока в разных точках пищевой цепи. Выраженная в процентах, эти отношения называют экологической эффективностью.

## Структура пищевой цепи
Пищевая цепь представляет собой связную линейную структуру из звеньев, каждое из которых связано с соседними звеньями отношениями «пища-потребитель». В качестве звеньев цепи выступают группы организмов, например, конкретные биологические виды. Когда имеют в виду трофическую роль, которую играют виды в биоценозе, то среди них выделяют автотрофов — продуцентов (фотосинтетики и хемосинтетики), гетеротрофов — макроконсументов (главным образом животные) и микроконсументов — редуцентов (преимущественно сапрофитные бактерии, актиномицеты, грибы). Консументы, непосредственно питающиеся продуцентами или продуктами их распада образуют второй уровень биоценоза. Третий трофический уровень возникает в биоценозе, когда в нем присутствуют популяции, живущие за счет поедания организмов второго трофического уровня и т. д.
Каждый организм обладает некоторым запасом энергии, то есть можно говорить о том, что у каждого звена цепи есть своя потенциальная энергия. В процессе питания потенциальная энергия пищи переходит к её потребителю. При переносе потенциальной энергии от звена к звену до 80—90 % теряется в виде теплоты. Данный факт ограничивает длину цепи питания, которая в природе обычно не превышает 4—5 звеньев. Чем длиннее трофическая цепь, тем меньше продукция её последнего звена по отношению к продукции начального.

## Трофическая сеть
Обычно для каждого звена цепи можно указать не одно, а несколько других звеньев, связанных с ним отношением «пища — потребитель». Так, траву едят не только коровы, но и другие животные, а коровы являются пищей не только для человека. Установление таких связей превращает пищевую цепь в более сложную структуру — трофическую сеть.

### Трофический уровень
Трофический уровень — условная единица, обозначающая удалённость от продуцентов в трофической цепи данной экосистемы.
Необходимо подчеркнуть, что трофическая классификация делит на группы не сами виды, а их типы жизнедеятельности; популяция одного вида может занимать один или более трофических уровней, смотря по тому, какие источники энергии она использует.

## Типы пищевых цепей
Существуют два основных типа трофических цепей — пастбищные и детритные.
В пастбищной трофической цепи (цепь выедания) основу составляют автотрофные организмы, затем идут потребляющие их растительноядные животные, консументы 1-го порядка (например, зоопланктон, питающийся фитопланктоном), потом консументы 2-го порядка (например, рыбы, потребляющие зоопланктон), консументы 3-го порядка (например, щука, питающаяся другими рыбами). Особенно длинны трофические цепи в океане, где многие виды (например, тунцы) занимают место консументов 4-го порядка.
В детритных трофических цепях (цепи разложения), наиболее распространённых в лесах, бо́льшая часть продукции растений не потребляется непосредственно растительноядными животными, а отмирает, подвергаясь затем разложению сапротрофными организмами и минерализации. Таким образом, детритные трофические цепи начинаются от детрита (органических останков), идут к микроорганизмам, которые им питаются, а затем к детритофагам и к их потребителям — хищникам. В водных экосистемах (особенно в эвтрофных водоёмах и на больших глубинах океана) часть продукции растений и животных также поступает в детритные трофические цепи.
Наземные детритные цепи питания более энергоёмки, поскольку большая часть органической массы, создаваемой автотрофными организмами, остаётся невостребованной и отмирает, формируя детрит. В масштабах планеты, на долю цепей выедания приходится около 10 % энергии и веществ, запасённых автотрофами, 90 же процентов включается в круговорот посредством цепей разложения.